# Croix de cimetière de Colombé-la-Fosse
La croix de cimetière de Colombé-la-Fosse est une croix située à Colombé-la-Fosse, en France.

## Localisation
La croix est située sur la commune de Colombé-la-Fosse, dans le département français de l'Aube.

## Historique
L'édifice est inscrit au titre des monuments historiques en 1987.